# Марин Розић
Марин Розић (Мостар, 14. фебруар 1983) је бивши хрватски кошаркаш. Играо је на позицији крила.

## Биографија
Кошаркашки је сазревао у млађим категоријама Зрињевца, за чији је сениорски тим дебитовао 2000. године. Тамо се задржао до 2003. када на једну сезону прелази у италијански клуб Ливорно. Године 2004. вратио се у Хрватску, али овога пута потписао је за Цибону у којој је остао до краја каријере. Са Цибоном је од домаћих трофеја освојио седам првенстава и два купа, а био је и део тима који је клубу донео прву титулу у регионалној Јадранској лиги (сез. 2013/14.).
За сениорску репрезентацију Хрватске наступао је на Европским првенствима 2007. и 2009. године, као и на Олимпијади 2008. Са селекцијом за играче до 18 година освојио је сребрну медаљу на Европском првенству 2000. године.

## Успеси

### Клупски
- Цибона:
  - Првенство Хрватске (7): 2005/06, 2006/07, 2008/09, 2009/10, 2011/12, 2012/13, 2018/19.
  - Куп Хрватске (2): 2009, 2013.
  - Јадранска лига (1): 2013/14.

### Репрезентативни
- Европско првенство до 18 година:  2000.